# Mischkristallverfestigung
Die Mischkristallverfestigung ist eine mechanische Verfestigung der Kristallstruktur durch den Einbau von Zwischengitter- oder Substitutionsatomen. Werden Fremdatome in die Kristallstruktur eingebaut, so wird das Kristallgitter verzerrt. Geht die Verzerrung von einzelnen Atomen oder Molekülen aus, so spricht man von einem Punktdefekt. Atome mit ähnlichem Atomradius nehmen einen Substitutionsplatz im Kristallgitter ein, deutlich kleinere Atome (bei Metallen in der Praxis H, O, B, C, N) einen Zwischengitterplatz.
Die Verzerrung des Kristallgitters behindert Gleitbewegungen im Kristall. Gleitbewegungen können dann nicht mehr in einer Ebene verlaufen, sondern müssen sich um die Verzerrungen herum bewegen, was eine höhere Energie erfordert. Das Material ist also fester geworden.
Es lassen sich drei Wechselwirkungen von Versetzungen mit Fremdatomen unterscheiden:
- Parelastische Wechselwirkungen (Gitterparameter-Effekt) – Fremdatome haben eine andere Atomgröße, die das Gitter verzerren.
- Dielastische Wechselwirkungen (Schubmodul-Effekt) – Fremdatome haben ein verschiedenes Schubmodul und tragen anders zur Gesamtenergie des verzerrten Volumens einer Versetzung bei.
- Chemische Wechselwirkungen (Suzuki-Effekt) – Die Stapelfehlerenergie nimmt mit zunehmender Konzentration an Fremdatomen ab.

## Mischkristallverfestigung in Metallen
Reine Metalle (z. B. Fe, Al, Cu, Ni, Mg) sind bis auf wenige Ausnahmen sehr weich. Erst durch eine Verfestigung werden sie so hart, wie wir es aus dem Alltag kennen. Die Mischkristallverfestigung ist eine von vier elementaren festigkeitssteigernden Methoden und erfordert, dass sich andere Elemente im Ausgangsmetall lösen. Es gibt
- Metalle mit vollständiger Löslichkeit, d. h. die beiden Metalle bilden für jede Konzentration nur eine gemeinsame Phase (Mischkristall)
- Metalle mit begrenzter Löslichkeit, bei denen sich bei Überschreiten der Löslichkeitsgrenze eine zweite Phase bildet, es entsteht ein Kristallgemisch.

Auch ein Kristallgemisch kann eine Mischkristallverfestigung aufweisen. Je höher die Konzentration an gelösten Fremdatomen, desto höher die Mischkristallverfestigung.
Genauso bewirkt eine größere Abweichung der Atomradien eine größere Verfestigung. Allgemein gilt, dass kleinere Substitutionsatome durch die Gitterverzerrung eine höhere Verfestigung bewirken als größere Substitutionsatome. Je mehr sich die Atomradien unterscheiden, desto geringer wird jedoch auch die Löslichkeit für die Substitutionsatome. Die Löslichkeit ist zudem auch temperaturabhängig: in den meisten Fällen steigt die Löslichkeit von Fremdatomen mit der Temperatur an. Deshalb ist die Mischkristallverfestigung eine festigkeitssteigernde Methode, die gegen Erhitzung resistent ist.
Neben der Härte steigt durch die Mischkristallverfestigung auch die Zugfestigkeit an. Bruchdehnung, elektrische Leitfähigkeit und Schmelztemperatur sinken in der Regel.